# Jean-Marie Perrot
Jean-Marie Perrot, br. Yann-Vari Perrot (ur. 3 września 1877 w Plouarzel, zm. 12 grudnia 1943  w Scrignac) – duchowny katolicki, pisarz, bretoński działacz narodowy.
W 1889 r. ukończył Institut des Frères des Écoles w Guingamp. Postanowił wówczas zostać księdzem. Ukończył seminarium młodzieżowe w Pont-Croix. Odbył 1-roczną obowiązkową służbę wojskową w 19 pułku piechoty w Breście, a następnie wstąpił do seminarium w Quimper. W 1904 został wikariuszem w Saint-Vougay, gdzie założył kółko naukowe i zespół teatralny spośród miejscowych dzieci i młodzieży. W tym czasie zaangażował się w działalność w bretońskim ruchu narodowym. W 1905 r. utworzył Bleun-Brug, bretońską organizację katolicką, promującą bretońską kulturę oraz walczącą o polityczne i gospodarcze prawa dla Bretanii. W marcu 1914 r. został wikariuszem w Saint-Thégonnec. Po wybuchu I wojny światowej został powołany do wojska, ale zaciągnął się ochotniczo do Groupe des Brancardiers Divisionnaires. Od 1920 r. był wikariuszem w Plouguerneau, a następnie w Saint-Vougay. Był autorem licznych artykułów w bretońskich gazetach, w tym w "Feiz ha Breiz". Jego polityczne zaangażowanie doprowadziło do tego, że w 1930 r. został przeniesiony do parafii Scrignac. Sympatyzował silnie z nacjonalistyczną Bretońską Partią Narodową (PNB). Po wybuchu II wojny światowej, we wrześniu 1939 r. został oskarżony przez władze o sympatie pro-niemieckie. Z kolei, po przecięciu linii telegraficznych w rejonie Huelgoat w październiku tego roku, oskarżono go o udział w tym akcie sabotażu. Jednakże 2 rewizje jego domu i przesłuchanie nie dały rezultatu. Po zajęciu Francji przez wojska niemieckie w czerwcu 1940 r., kontynuował swoją działalność publicystyczno-polityczną. Pomimo zakazu organizowania uroczystości podczas okupacji, nałożonego na niego przez kardynała Adolphe’a Duparca, zorganizował w dniach 29-30 sierpnia 1940 r. w Tréguier obchody 500-lecia śmierci księcia Jana VI Mądrego. Wzięli w nich udział członkowie Bleun-Brug. 8 lipca 1941 r. ojciec Perrot wszedł w skład grupy pisarzy bretońskich, chcących zunifikować ortografię języka bretońskiego. W październiku 1942 r. został członkiem Komitetu Konsultacyjnego Bretanii. Był oskarżany przez ruch oporu o kolaborację z Niemcami. Miał brać udział w przeszukaniach domów swoich przeciwników. Miał też udzielać schronienia członkom paramilitarnych bojówek bretońskich Bagadoù Stourm, współpracujących z okupantami. 12 grudnia 1943 r. został zabity w Scrignac przez Jeana Thépaut, członka Francuskiej Partii Komunistycznej. Jego śmierć wywołała duży wstrząs wśród nacjonalistów bretońskich. Célestin Lainé, jeden z głównych działaczy kolaboracyjnej PNB, sformował na początku 1944 r. formację zbrojną, podporządkowaną Sipo-SD, którą ostatecznie nazwał Bezen Perrot, upamiętniając ojca Perrot. 
W latach powojennych powstało bretońskie stowarzyszenie prawnicze Unvaniez Koad Kev, kultywujące pamięć po ojcu Perrot.